# Perdiu de Tanzània
La perdiu de Tanzània (Xenoperdix udzungwensis) és una espècie d'ocell de la família dels fasiànids (Phasianidae) endèmic de les muntanyes Udzungwa, a Tanzània. Alguns autors la consideren una espècie monotípica però altres consideren que la perdiu de Rubeho (Xenoperdix obscurata) és en realitat una subespècie de la perdiu de Tanzània.